# Consonante labial
Las labiales son consonantes articuladas con ambos labios (articulación bilabial) o con el labio inferior y los dientes superiores (articulación labiodental). [m] es una nasal bilabial, [b] y [p] son plosivas (también llamadas oclusivas) bilabiales, [v] y [f] son fricativas (también llamadas constrictivas) labiodentales.
Las fricativas bilabiales y las aproximantes bilabiales no existen en inglés estándar, pero existen en muchas lenguas. Por ejemplo, en el español las consonantes b o v se pronuncian igual.
El redondeado de labios o labialización puede también acompañar a otras artivilaciones. En inglés /w/ es una Consonante labio-velar.
Las consonantes labiales se dividen en dos subgrupos de articulación:
- Consonantes bilabiales
- Consonantes labiodentales